# Stranger in Blue Suede Shoes
Stranger in Blue Suede Shoes is een lied van Kevin Ayers. Het is afkomstig van zijn album Whatevershebringswesing. Op sommige hoezen en labels werd zijn toenmalige begeleidingsband The Whole World genoemd.
Het werd eerst met B-kant Stars uitgegeven als promotie van genoemd album. Deze single werd in oktober 1971 troetelschijf in de Tip 10 van radiozender Hilversum 3. De troetelschijf werd de hele week ieder uur overdag als eerste nummer van een uitzending gedraaid. In 1976 volgde een heruitgave, toen Ayers na een aantal jaren voor Island Records te hebben gewerkt terugkeerde naar Harvest Records. De beide B-kanten stonden niet op dat album; zij werden later geperst op Odd Ditties, een verzameling tracks, die toen nog niet op album verschenen waren.
Het nummer is opgenomen met medewerking van Mike Oldfield, die later wereldberoemd zou worden met Tubular Bells en klassiek componist David Bedford.
De single lijkt op het leven van Ayers zelf. Hij wordt eerst niet bediend in een bar vanwege zijn slordige uiterlijk. Na het gezamenlijk roken van een joint (green cigarette) draait de barman bij en geeft zijn baan eraan. Hij gaat genieten van het vrije leven.
Een live-uitvoering is te horen op het album June 1, 1974. Daarop werd hij begeleid door Ollie Halsall en John Bundrick.

## NPO Radio 2 Top 2000
Stranger in blue suede shoes stond alleen in 2000 in de NPO Radio 2 Top 2000, op plek 1746.